# Selampaung
Selampaung is een bestuurslaag in het regentschap Kerinci van de provincie Jambi, Indonesië. Selampaung telt 676 inwoners (volkstelling 2010).